# Elena Polenova (handball)
Pour l’article homonyme, voir Elena Polenova.
Elena Polenova (en russe : Елена Ильинична Полёнова), née le 20 août 1983 à Oural en République socialiste soviétique kazakhe, est une handballeuse russe évoluant au poste d'arrière gauche.
Avec l'équipe nationale de Russie, elle est championne du monde en 2005 et 2007, vice-championne d'Europe en 2006 et médaillée d'argent aux Jeux olympiques de 2008 à Pékin.
En club, elle est révélée à l'Akva Volgograd avec lequel elle devient championne de Russie en 2001. Puis en 2005, elle rejoint le Zvezda Zvenigorod avec lequel elle remporte la Coupe de l'EHF (C3) en 2007 puis la Ligue des champions (C1) en 2008. Cette saison-là, elle termine d'ailleurs deuxième meilleure buteuse avec 111 buts marqués.
Les années suivantes sont de moins bonne facture : elle évolue au HC Astrakhanochka lors de la saison 2010-2011 puis signe en France au Havre AC. Mais sa saison est marquée par une blessure au genou gauche (ménisque) et des difficultés d'adaptation, l'incitant à tourner la page du haut niveau. Elle rejoint alors le Blanzat Sport Montluçon, club de Nationale 2 (4e division).

## Palmarès

### Club
sauf précision, le palmarès est obtenu avec le Zvezda Zvenigorod
compétitions internationales
- Ligue des champions (C1)
  - Vainqueur (1) en 2008
- Coupe de l'EHF (C3)
  - Vainqueur (1) en 2007
- Supercoupe d'Europe
  - Vainqueur (1) en 2008
  - Finaliste (1) en 2007

compétitions nationales
- Championnat de Russie
  - Vainqueur (2) en 2001 (avec Volgograd) et 2007
  - Deuxième (8) en 2002, 2003, 2004, 2005 (avec Volgograd), en 2008, 2009 et 2010
- Coupe de Russie
  - Vainqueur (2) en 2009, 2010

### Équipe nationale
Jeux olympiques
- médaillée d'argent aux Jeux olympiques de 2008 à Pékin

championnats du monde
- vainqueur du championnat du monde 2005
- vainqueur du championnat du monde 2007

championnats d'Europe
- finaliste du championnat d'Europe 2006
- troisième du championnat d'Europe 2008

autres
- vainqueur du championnat du monde junior en 2003
- vainqueur du championnat du monde junior en 2001

### Distinctions individuelles
- deuxième meilleure buteuse de la Ligue des champions 2007-2008 avec 111 buts marqués[2]
- dixième meilleure buteuse du championnat d'Europe 2006 avec 34 buts marqués en 8 matchs